# العلاقات البرازيلية المصرية
العلاقات البرازيلية المصرية هي العلاقات الثنائية التي تجمع بين البرازيل ومصر.

## مقارنة بين البلدين
هذه مقارنة عامة ومرجعية للدولتين:
| وجه المقارنة                                              | البرازيل | مصر           |
| --------------------------------------------------------- | --- | ------------- |
| المساحة (كم2)                                             | 8.52 مليون | 1.01 مليون    |
| عدد السكان (نسمة)                                         | 202.66 مليون | 94.80 مليون   |
| الكثافة السكانية (ن./كم²)                                 | 23.79 | 93.86         |
| العاصمة                                                   | برازيليا، ريو دي جانيرو | القاهرة       |
| اللغة الرسمية                                             | برتغالية برازيلية، Brazilian Sign Language ‏ | اللغة العربية |
| العملة                                                    | ريال برازيلي، كروزيرو ريال برازيلي ‏، كروزيرو البرازيلية (1990–1993)، البرازيلي كروزادو نوفو، كروزادو برازيلي، cruzeiro ‏، كروزيرو البرازيلية (1942–1967)، الريال البرازيلي (قديم) | جنيه مصري     |
| الناتج المحلي الإجمالي (بليون دولار)                      | 2.06 تريليون | 235.37 مليار  |
| الناتج المحلي الإجمالي (تعادل القوة الشرائية) بليون دولار | 3.22 تريليون | 998.67 مليار  |
| الناتج المحلي الإجمالي الاسمي للفرد دولار أمريكي          | 8.54 ألف | 3.61 ألف      |
| الناتج المحلي الإجمالي للفرد دولار أمريكي                 | 15.89 ألف |               |
| مؤشر التنمية البشرية                                      | 0.754 | 0.690         |
| رمز المكالمات الدولي                                      | +55 | +20           |
| رمز الإنترنت                                              | .br | .eg، .مصر     |
| المنطقة الزمنية                                           | | ت ع م+02:00   |

## مدن متوأمة
في ما يلي قائمة باتفاقيات التوأمة بين مدن برازيلية ومصرية:
- ترتبط برازيليا مع الأقصر باتفاقية توأمة منذ 2004.
- ترتبط بارينتينس مع الأقصر باتفاقية توأمة.

## منظمات دولية مشتركة
يشترك البلدان في عضوية مجموعة من المنظمات الدولية، منها:
| علم المنظمة | اسم المنظمة                        | تاريخ انضمام البرازيل | تاريخ انضمام مصر |
| ----------- | ---------------------------------- | --------------------- | ---------------- |
|             | الاتحاد البريدي العالمي            | ?                     | ?                |
|             | يونسكو                             | 4 نوفمبر 1946         | 22 يناير 1947    |
|             | البنك الدولي للإنشاء والتعمير      | 14 يناير 1946         | 27 ديسمبر 1945   |
|             | منظمة التجارة العالمية             | ?                     | 30 يونيو 1995    |
|             | وكالة ضمان الاستثمار متعدد الأطراف | 7 يناير 1993          | 12 أبريل 1988    |
|             | البنك الإفريقي للتنمية             | ?                     | 10 سبتمبر 1964   |
|             | الاتحاد الدولي للاتصالات           | 4 يوليو 1877          | 9 ديسمبر 1876    |
|             | منظمة الشرطة الجنائية الدولية      | ?                     | 7 سبتمبر 1923    |
|             | مؤسسة التمويل الدولية              | 31 ديسمبر 1956        | 20 يوليو 1956    |
|             | الأمم المتحدة                      | 24 أكتوبر 1945        | 24 أكتوبر 1945   |
|             | مؤسسة التنمية الدولية              | 15 مارس 1963          | 26 أكتوبر 1960   |
|             | الفريق المعني برصد الأرض           | ?                     | فبراير 2005      |

## وصلات خارجية
- موقع وزارة الخارجية البرازيلية
- موقع وزارة الخارجية المصرية